# Референдумы в Швейцарии (1985)
Референдумы в Швейцарии проходили 10 марта, 9 июня, 22 сентября и 1 декабря 1985 года. Всего было проведено 12 референдумов. В марте было 4 референдума: по отмене платы за начальную школу (одобрен), по отмене государственного вклада в финансирование здравоохранения (одобрен), по федеральной резолюции об оплате образования (отклонён) и по народной инициативе «о продлении оплачиваемого отпуска» (отклонён). В июне также прошло 4 референдума: по народной инициативе «о праве на жизнь» (отклонён), по отмене кантональной доли дохода банковского гербового сбора (одобрен), по федеральной резолюции о налогах, полученных от продажи алкогольной продукции (одобрен) и по отмене грантов за самообеспечение хлебопродуктов (одобрен).
В сентябре прошли референдумы по народной инициативе «о координации начала учебного года» (одобрен), по федеральной резолюции о предпочтении средних и малых предприятий при инновационных случаях (отклонён) и по поправкам в Швейцарский гражданский кодекс (одобрен). В декабре прошёл единственный референдум по народной инициативе «о запрете вивисекций», который был отвергнут.

## Результаты

### Март: Отмена оплаты за начальную школу
| Выбор                                | Общее голосование | Общее голосование | Кантоны | Кантоны | Кантоны |
| Выбор                                | Голосов           | %                 | Полных  | Полу-   | Всего   |
| ------------------------------------ | ----------------- | ----------------- | ------- | ------- | ------- |
| За                                   | 802 882           | 58,5              | 15      | 6       | 18      |
| Против                               | 570 221           | 41,5              | 5       | 0       | 5       |
| Пустых бюллетеней                    | 46 403            | –                 | –       | –       | –       |
| Недействительных бюллетеней          | 1 932             | –                 | –       | –       | –       |
| Всего                                | 1 421 438         | 100               | 20      | 6       | 23      |
| Зарегистрированных избирателей/ Явка | 4 134 052         | 34,4              | –       | –       | –       |
| Источник: Nohlen & Stöver            |                   |                   |         |         |         |

### Март: Здравоохранение
| Выбор                                | Общее голосование | Общее голосование | Кантоны | Кантоны | Кантоны |
| Выбор                                | Голосов           | %                 | Полных  | Полу-   | Всего   |
| ------------------------------------ | ----------------- | ----------------- | ------- | ------- | ------- |
| За                                   | 726 781           | 53,0              | 10      | 6       | 13      |
| Против                               | 644 649           | 47,0              | 10      | 0       | 10      |
| Пустых бюллетеней                    | 48 766            | –                 | –       | –       | –       |
| Недействительных бюллетеней          | 1 951             | –                 | –       | –       | –       |
| Всего                                | 1 422 147         | 100               | 20      | 6       | 23      |
| Зарегистрированных избирателей/ Явка | 4 134 052         | 34,4              | –       | –       | –       |
| Источник: Nohlen & Stöver            |                   |                   |         |         |         |

### Март: Оплата за образование
| Выбор                                | Общее голосование | Общее голосование | Кантоны | Кантоны | Кантоны |
| Выбор                                | Голосов           | %                 | Полных  | Полу-   | Всего   |
| ------------------------------------ | ----------------- | ----------------- | ------- | ------- | ------- |
| За                                   | 651 854           | 47,6              | 7       | 3       | 8,5     |
| Против                               | 716 717           | 52,4              | 13      | 3       | 14,5    |
| Пустых бюллетеней                    | 51 614            | –                 | –       | –       | –       |
| Недействительных бюллетеней          | 2 020             | –                 | –       | –       | –       |
| Всего                                | 1 422 205         | 100               | 20      | 6       | 23      |
| Зарегистрированных избирателей/ Явка | 4 134 052         | 34,4              | –       | –       | –       |
| Источник: Nohlen & Stöver            |                   |                   |         |         |         |

### Март: Продление платного отпуска
| Выбор                                | Общее голосование | Общее голосование | Кантоны | Кантоны | Кантоны |
| Выбор                                | Голосов           | %                 | Полных  | Полу-   | Всего   |
| ------------------------------------ | ----------------- | ----------------- | ------- | ------- | ------- |
| За                                   | 489 995           | 34,8              | 2       | 0       | 2       |
| Против                               | 918 685           | 65,2              | 18      | 6       | 21      |
| Пустых бюллетеней                    | 19 961            | –                 | –       | –       | –       |
| Недействительных бюллетеней          | 1 729             | –                 | –       | –       | –       |
| Всего                                | 1 430 370         | 100               | 20      | 6       | 23      |
| Зарегистрированных избирателей/ Явка | 4 134 052         | 34,6              | –       | –       | –       |
| Источник: Nohlen & Stöver            |                   |                   |         |         |         |

### Июнь: Право на жизнь
| Выбор                                | Общее голосование | Общее голосование | Кантоны | Кантоны | Кантоны |
| Выбор                                | Голосов           | %                 | Полных  | Полу-   | Всего   |
| ------------------------------------ | ----------------- | ----------------- | ------- | ------- | ------- |
| За                                   | 448 016           | 31,0              | 4       | 3       | 5,5     |
| Против                               | 999 077           | 69,0              | 16      | 3       | 17,5    |
| Пустых бюллетеней                    | 31 856            | –                 | –       | –       | –       |
| Недействительных бюллетеней          | 1 523             | –                 | –       | –       | –       |
| Всего                                | 1 480 472         | 100               | 20      | 6       | 23      |
| Зарегистрированных избирателей/ Явка | 4 144 312         | 35,7              | –       | –       | –       |
| Источник: Nohlen & Stöver            |                   |                   |         |         |         |

### Июнь: Банковский гербовой сбор
| Выбор                                | Общее голосование | Общее голосование | Кантоны | Кантоны | Кантоны |
| Выбор                                | Голосов           | %                 | Полных  | Полу-   | Всего   |
| ------------------------------------ | ----------------- | ----------------- | ------- | ------- | ------- |
| За                                   | 903 345           | 66,5              | 19      | 6       | 22      |
| Против                               | 454 560           | 33,5              | 1       | 0       | 1       |
| Пустых бюллетеней                    | 100 995           | –                 | –       | –       | –       |
| Недействительных бюллетеней          | 1 794             | –                 | –       | –       | –       |
| Всего                                | 1 460 694         | 100               | 20      | 6       | 23      |
| Зарегистрированных избирателей/ Явка | 4 144 312         | 35,2              | –       | –       | –       |
| Источник: Nohlen & Stöver            |                   |                   |         |         |         |

### Июнь: Алкогольный налог
| Выбор                                | Общее голосование | Общее голосование | Кантоны | Кантоны | Кантоны |
| Выбор                                | Голосов           | %                 | Полных  | Полу-   | Всего   |
| ------------------------------------ | ----------------- | ----------------- | ------- | ------- | ------- |
| За                                   | 982 318           | 72,3              | 19      | 6       | 22      |
| Против                               | 376 135           | 27,7              | 1       | 0       | 1       |
| Пустых бюллетеней                    | 100 479           | –                 | –       | –       | –       |
| Недействительных бюллетеней          | 1 839             | –                 | –       | –       | –       |
| Всего                                | 1 460 771         | 100               | 20      | 6       | 23      |
| Зарегистрированных избирателей/ Явка | 4 144 312         | 35,2              | –       | –       | –       |
| Источник: Nohlen & Stöver            |                   |                   |         |         |         |

### Июнь: Гранты за хлебообеспечение
| Выбор                                | Общее голосование | Общее голосование | Кантоны | Кантоны | Кантоны |
| Выбор                                | Голосов           | %                 | Полных  | Полу-   | Всего   |
| ------------------------------------ | ----------------- | ----------------- | ------- | ------- | ------- |
| За                                   | 787 156           | 57,0              | 16      | 5       | 18,5    |
| Против                               | 592 751           | 43,0              | 4       | 1       | 4,5     |
| Пустых бюллетеней                    | 82 030            | –                 | –       | –       | –       |
| Недействительных бюллетеней          | 1 697             | –                 | –       | –       | –       |
| Всего                                | 1 463 634         | 100               | 20      | 6       | 23      |
| Зарегистрированных избирателей/ Явка | 4 144 312         | 35,3              | –       | –       | –       |
| Источник: Nohlen & Stöver            |                   |                   |         |         |         |

### Сентябрь: Координация начала учебного года
| Выбор                                | Общее голосование | Общее голосование | Кантоны | Кантоны | Кантоны |
| Выбор                                | Голосов           | %                 | Полных  | Полу-   | Всего   |
| ------------------------------------ | ----------------- | ----------------- | ------- | ------- | ------- |
| За                                   | 984 463           | 58,8              | 14      | 4       | 16      |
| Против                               | 688 459           | 41,2              | 6       | 2       | 7       |
| Пустых бюллетеней                    | 30 555            | –                 | –       | –       | –       |
| Недействительных бюллетеней          | 2 223             | –                 | –       | –       | –       |
| Всего                                | 1 705 700         | 100               | 20      | 6       | 23      |
| Зарегистрированных избирателей/ Явка | 4 160 547         | 41,0              | –       | –       | –       |
| Источник: Nohlen & Stöver            |                   |                   |         |         |         |

### Сентябрь: Инновации
| Выбор                                | Голосов   | %    |
| ------------------------------------ | --------- | ---- |
| За                                   | 695 288   | 43,1 |
| Против                               | 917 507   | 56,9 |
| Пустых бюллетеней                    | 84 782    | –    |
| Недействительных бюллетеней          | 2 639     | –    |
| Всего                                | 1 700 216 | 100  |
| Зарегистрированных избирателей/ Явка | 4 160 547 | 40,9 |
| Источник: Nohlen & Stöver            |           |      |

### Сентябрь: Поправки к гражданскому кодексу
| Выбор                                | Голосов   | %    |
| ------------------------------------ | --------- | ---- |
| За                                   | 921 743   | 54,7 |
| Против                               | 762 619   | 45,3 |
| Пустых бюллетеней                    | 23 290    | –    |
| Недействительных бюллетеней          | 2 223     | –    |
| Всего                                | 1 709 875 | 100  |
| Зарегистрированных избирателей/ Явка | 4 160 547 | 41,1 |
| Источник: Nohlen & Stöver            |           |      |

### Декабрь: Запрет вивисекций
| Выбор                                | Общее голосование | Общее голосование | Кантоны | Кантоны | Кантоны |
| Выбор                                | Голосов           | %                 | Полных  | Полу-   | Всего   |
| ------------------------------------ | ----------------- | ----------------- | ------- | ------- | ------- |
| За                                   | 459 358           | 29,5              | 0       | 0       | 0       |
| Против                               | 1 099 122         | 70,5              | 20      | 6       | 23      |
| Пустых бюллетеней                    | 21 118            | –                 | –       | –       | –       |
| Недействительных бюллетеней          | 2 680             | –                 | –       | –       | –       |
| Всего                                | 1 582 278         | 100               | 20      | 6       | 23      |
| Зарегистрированных избирателей/ Явка | 4 167 376         | 38,0              | –       | –       | –       |
| Источник: Nohlen & Stöver            |                   |                   |         |         |         |